# اوله برودای
اوله برودای (اوکراینی: Олег Вадимович Бородай؛ زادهٔ ۷ ژانویهٔ ۱۹۹۳) بازیکن فوتبال اهل اوکراین است.
از باشگاه‌هایی که در آن بازی کرده‌است می‌توان به باشگاه فوتبال زوریا لوهانسک اشاره کرد.